# 圣埃莱纳桑尼塔
圣埃莱纳桑尼塔（義大利語：Sant'Elena Sannita），是意大利伊塞尔尼亚省的一个市镇。总面积14平方公里，人口268人，人口密度19.1人/平方公里（2009年）。ISTAT代码为094047。